# ヨリーン・アム

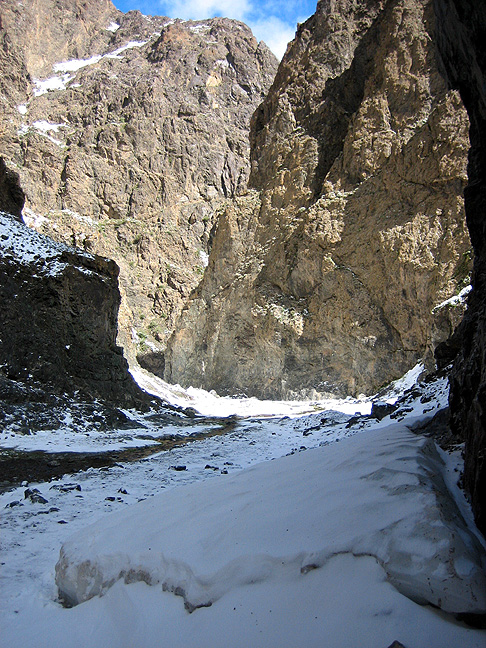

ヨリーン・アム（Yolyn Am、モンゴル語: Ёлын Ам）は、モンゴルのゴルバン・サイハン山脈内にある渓谷。モンゴル語で『鷲の谷』の意。
ゴビ・ゴルバンサイハン国立公園内の標高2200m付近にあり、万年雪の見られるようなところもある。